# Brandur Áskelsson
Brandur Áskelsson (n. 950), también conocido como Valla-Brandr, fue un caudillo vikingo de Húsagarður, Stóruvellir, Rangárvallasýsla en Islandia. Era hijo de Áskell Ormsson (n. 917), nieto de Ormur auðgi Úlfsson (n. 885) y bisnieto del colono noruego Úlfur hvassi Brandson (apodado el Temerario, n. 855).
Valla-Brandr se considera el primer referente del clan familiar de los Vallverjar.

## Herencia
Se casó con Þuríður Þorgeirsdóttir (n. 938) y de esa relación nacieron dos hijos: Eilífur Brandsson (n. 978) y Flossi Brandsson (n. 982). Según algunas fuentes, Flossi sería padre de Kolbeinn Flosason.